# Wiehagerhöhe
Wiehagerhöhe ist ein ehemaliger Wohnplatz in Hückeswagen im Oberbergischen Kreis im Regierungsbezirk Köln in Nordrhein-Westfalen (Deutschland).

## Lage und Verkehrsanbindung
Der Wohnplatz Wiehagerhöhe befand sich westlich des Stadtkerns von Hückeswagen an der Kreisstraße K3 (hier Wiehagener Straße) im heutigen Kreuzungsbereich von deren Nebenstraßen Zur Landwehr, Brunnenweg und Altenberger Straße. Der Ort ist als eigenständige Ortslage nicht mehr wahrnehmbar, da er vollständig in den Siedlungsbereich des Stadtteils Wiehagen aufgegangen ist.
Nachbarorte sind die Hückeswagener Kernstadt, Raspenhaus, Waag, Brunsbach, Kammerforsterhöhe und Grünenthal.

## Geschichte
Der Wohnplatz Wiehagerhöhe ist erst in der ersten Hälfte des 19. Jahrhunderts gegründet worden. Während die Topographische Aufnahme der Rheinlande von 1824 noch keine Bebauung neben Wiehagen zeigt, ist der Wohnplatz auf der Preußischen Uraufnahme von 1844 eingezeichnet und mit Wiehager Höh beschriftet. Auf den Ausgaben 1893 bis 1964 des Messtischblatts Remscheid der amtlichen topografischen Karte 1:25000 ist der Wohnplatz mit Wiehagerhöhe beschriftet.
Im Gemeindelexikon für die Provinz Rheinland werden für 1885 drei Wohnhäuser mit 37 Einwohnern angegeben. Der Ort gehörte zu dieser Zeit zur Landgemeinde Neuhückeswagen innerhalb des Kreises Lennep. 1895 besaß der Ort drei Wohnhäuser mit 38 Einwohnern, 1905 drei Wohnhäuser und 27 Einwohner.
Ab den 1960/70er Jahren schlossen sich die Baulücken zu Wiehagen im Westen und zu Raspenhaus im Osten, so dass der Wohnplatz seine Eigenständigkeit verlor.